# Mollicia mollis
Mollicia mollis är en kräftdjursart som först beskrevs av G. W. Müller 1906.  Mollicia mollis ingår i släktet Mollicia och familjen Halocyprididae. Inga underarter finns listade i Catalogue of Life.